# Nová Ves u Světle
Nová Ves u Světle är en ort i Tjeckien.   Den ligger i regionen Vysočina, i den centrala delen av landet, 90 km sydost om huvudstaden Prag. Nová Ves u Světle ligger 442 meter över havet och antalet invånare är 454.
Terrängen runt Nová Ves u Světle är platt åt sydost, men åt nordväst är den kuperad. Nová Ves u Světle ligger nere i en dal.Runt Nová Ves u Světle är det ganska glesbefolkat, med 45 invånare per kvadratkilometer. Närmaste större samhälle är Havlíčkův Brod, 11,2 km öster om Nová Ves u Světle. I omgivningarna runt Nová Ves u Světle växer i huvudsak blandskog.